# Матвіїв Георгій Васильович
Матвіїв Георгій Васильович (11 вересня 1986, Миколаїв) — бандурист-новатор, композитор, аранжувальник, соліст ансамблю «Чайка», соліст «European Jazz Orchestra 2012», викладач Одеської Національної академії імені О. В. Нежданової, соліст Одеської філармонії, лауреат багатьох міжнародних академічних та джазових конкурсів.

## Біографія
Георгій Матвіїв народився 11 вересня 1986 року в місті Миколаєві в родині службовців.
Це те, що Георгій розповідає про початок своєї музичної кар'єри: «все це почалося в той час, коли мені було 5 років, у мене були проблеми із запам'ятовуванням віршів, і мої батьки вирішили віддати мене в хор. Я проходив туди десь місяць або близько того. Потім керівник хору сказав, що хлопчик не має ні слуху, ні голосу. Після цього батьки забрали мене звідти, будучи абсолютно впевнені в тому, що музикантом мені бути не доведеться. На додаток до цього, я хотів бути банкіром в дитинстві і вже грав з моїми батьками в гру „банк“. Оскільки мені було п'ять, я думаю, саме тому мене відправили в школу з поглибленим вивченням математики. І якби не школа „Кобзарська наука“ при Миколаївському муніципальному колегіумі, до якої приймали в основному за високі оцінки з математики — я б не став бандуристом… так що, це не я обрав бандуру, а бандура вибрала мене».
Після закінчення Миколаївського муніципального колегіуму, де власне і познайомився з бандурою, і паралельно двох класів ДМШ № 1, вступив до Миколаївського музичного училища (викладач Кирилюк Ц. Р.). Після двох курсів навчання в 2003 році Георгій переїхав до Одеси і рік відвідував підготовчі курси при Одеській національній музичній академії. У 2004 році він вступив до академії в клас заслуженої артистки України, професора Ніни Василівни Морозевич. Протягом навчання в консерваторії Георгій відвідував уроки з композиції в класі Сергія Львовича Шустова.
У 2003—2012 роках за час навчання в музичній академії (школа педпрактики, бакалаврат, магістратура, аспірантура) Георгій Матвіїв отримав дипломи  викладача, кандидата мистецтвознавства. Він винайшов багато нових прийомів гри на бандурі (які він із задоволенням демонструє на своїх майстер-класах по всій Україні), випустив 3 авторських альбоми, написав і видав безліч наукових статей, 4 з яких були видані у ваківських збірниках, а також видав 2 нотних збірки з авторськими творами для бандури соло.

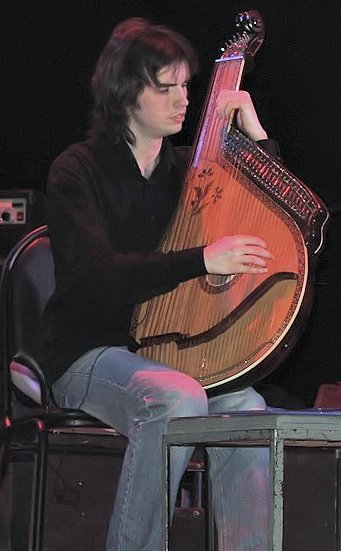
Георгій Матвіїв на концерті гурту Flëur (2010)

У 2009—2010 роках Георгій був учасником гурту «Flëur», у складі якого брав участь у концертах та записуванні альбому «Тысяча светлых ангелов».
У 2011 році був створений перший його відео-кліп на композицію для бандури соло «Дикий західний джаз» (Wild West Jazz, режисер Анастасія Урсу), який неодноразово транслювався на українському і російському телебаченні.

## Нагороди
Лауреат багатьох міжнародних академічних та джазових конкурсів і фестивалів серед яких:
- II Міжнародний конкурс кобзарського мистецтва імені Григорія Китастого (Київ — 2006)
- I Всеукраїнський конкурс бандурного мистецтва імені Остапа Вересая (Київ — 2009) перше місце, Президентська премія в номінації «За експеримент і новаторство»
- X Всеукраїнський Конкурс молодих джазових виконавців (Донецьк — 2008), 1 місце
- VIII Міжнародний джазовий фестиваль «Джаз-Коктебель» (Коктебель-2010)
- I Міжнародний джазовий фестиваль «Alfa Jazz Fest» (Львів-2011, переможець конкурсу від DJuice)
- VIII Міжнародний фестиваль «Сузір'я Майстрів» (Москва, РАМ ім.гнесіних. 2011)